# Äänekoski
Äänekoski es una ciudad industrial y municipio de Finlandia ubicado en la región de Finlandia Central.
En 2022, en un área de 1138,38 km², el municipio tenía una población de 18 128 habitantes.
Se ubica unos 40 km al norte de la capital regional Jyväskylä, sobre la carretera E75 que lleva a Oulu.
La ciudad se fundó en 1932 y adquirió los derechos de ciudad en 1973. La actividad industrial empezó en Äänekoski entre 1896 y 1900.